# Референдум в Швейцарии по авторскому праву (1905)
Референдумы в Швейцарии по авторскому праву проходил 19 марта 1905 года. Избирателей спрашивали, одобряют ли они федеральную резолюцию по обновлению Статьи 64 Конституции, которая определяет защиту авторских прав изобретателей. Резолюция была одобрена 70,4% голосов и большинством кантонов.

## Избирательная система
Конституционный референдум по поправке Статьи 64 о защите прав изобретателей был обязательным и требовал двойного большинства для одобрения. 

## Результаты
| Выбор                                | Общее голосование | Общее голосование | Кантоны | Кантоны | Кантоны |
| Выбор                                | Голосов           | %                 | Полных  | Полу-   | Всего   |
| ------------------------------------ | ----------------- | ----------------- | ------- | ------- | ------- |
| За                                   | 199 187           | 70,4              | 19      | 5       | 21,5    |
| Против                               | 83 935            | 29,6              | 0       | 1       | 0,5     |
| Пустых бюллетеней                    | 23 452            | –                 | –       | –       | –       |
| Недействительных бюллетеней          | 4 331             | –                 | –       | –       | –       |
| Всего                                | 310 905           | 100               | 19      | 6       | 22      |
| Зарегистрированных избирателей/ Явка | 776 394           | 40,0              | –       | –       | –       |
| Источник: Nohlen & Stöver            |                   |                   |         |         |         |